# Конференція ООН із стандартизації географічних назв

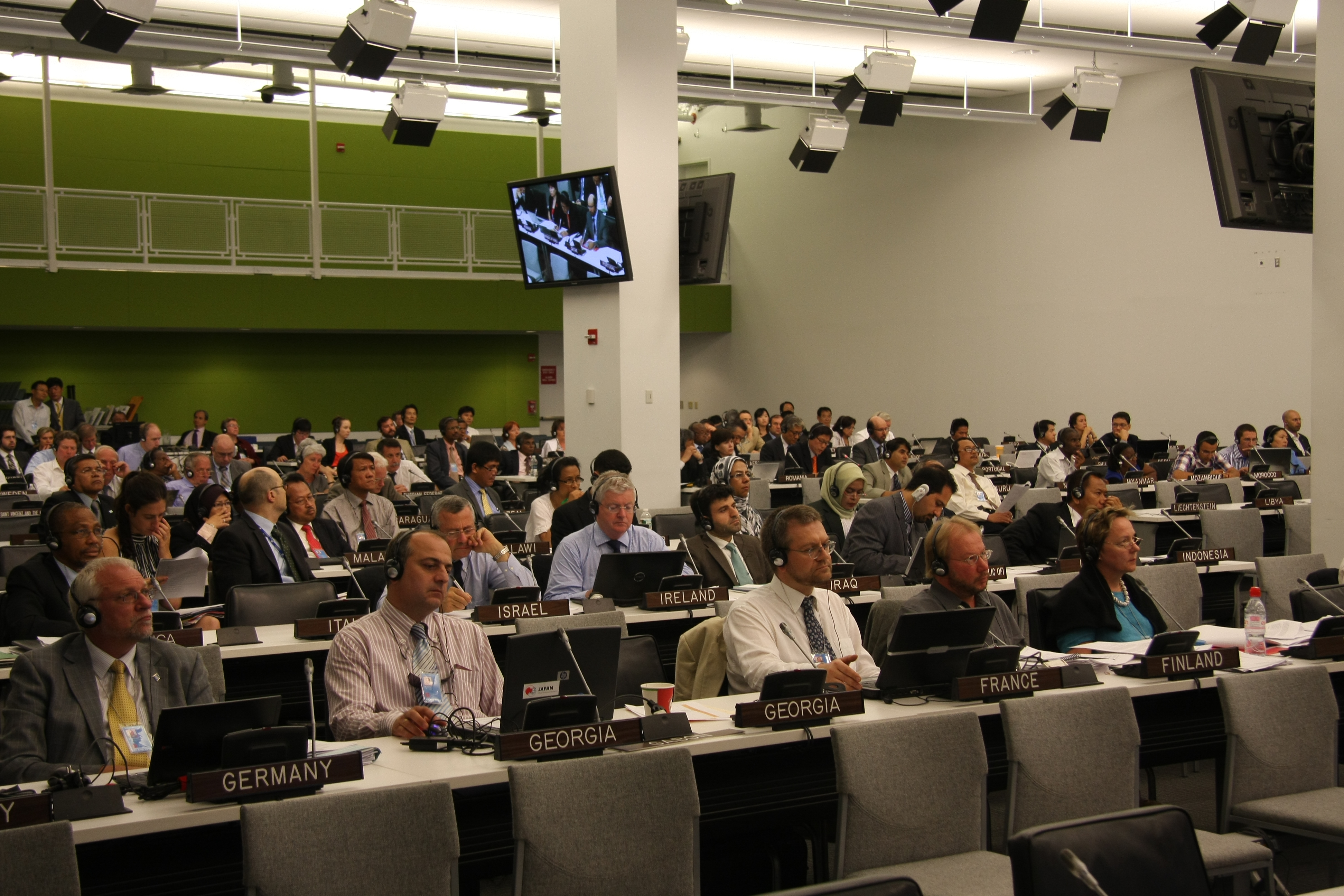
X Конференція у Нью-Йорку, 2012 рік

Конференція ООН із стандартизації географічних назв (англ. United Nations Conference on the Standardization of Geographical Names; UNCSGN) — міжнародна конференція, організована Статистичною комісією ООН (UN StatCom) з метою сприяння стандартизації національних географічних назв. Конференції організовує Група експертів ООН з географічних назв (англ. United Nations Group of Experts on Geographical Names; UNGEGN). Конференції жодним чином не переслідують мети врегулювання політичних суперечок між державами з приводу використання або невикористання конкретних географічних назв (як-от Арабська / Перська затока). Конференції проводяться раз на 5 років, як правило, в штаб-квартирі ООН в Нью-Йорку (США). Згідно з регламентом, конференція може бути проведена в іншому місці, якщо країна-ініціатор погодиться нести витрати з її організації. У роботі конференції беруть участь делегації різних країн, складаються, як правило, з експертів-топонімістів і картографів, що представляють відповідні національні органи, або уповноважені урядами, міжнародні та національні наукові товариства. Спостерігачами беруть участь представники різних геоінформаційних сервісів.

## Історія
Конференції, за весь час їхнього проведення, проходили в 6 містах 6 країн (в Європі та Північній Америці):
- I Конференція відбулася 4—22 вересня 1967 року в місті Женева (Швейцарія)[1].
- II Конференція відбулася 10—31 травня 1972 року в місті Лондон (Велика Британія)[2].
- III Конференція відбулася 17 серпня — 7 вересня 1977 року в місті Афіни (Греція)[3].
- IV Конференція відбулася 24 серпня — 14 вересня 1982 року в місті Женева (Швейцарія)[4].
- V Конференція відбулася 18—30 серпня 1987 року в місті Монреаль (Канада)[5].
- VI Конференція відбулася 25 серпня — 3 вересня 1992 року в місті Нью-Йорк (США). Першу українську делегацію очолював Анатолій Бондар (голова Держгеокадастру). У складі делегації були Михайло Черемшинський (заступник голови Держгеокадастру) та Олександр Моцюк (другий секретар Постійного представництва України при ООН)[6].
- VII Конференція відбулася 13—22 січня 1998 року в місті Нью-Йорк (США). Україну вдруге представляв Анатолій Бондар. В складі делегації була Наталя Віталіївна Кондрацова (третій секретар МЗС України)[7].
- VIII Конференція відбулася 27 серпня — 5 вересня 2002 року в місті Берлін (Німеччина). Українську делегацію очолював Іван Макаренко (голова Держгеокадастру, член Нацради України з географічних назв). У складі делегації були Ростислав Сосса (ДНВП «Картографія») та Микола Трюхан (директор НДІ геодезії та картографії, член Нацради України з географічних назв)[8].
- IX Конференція відбулася 21—30 серпня 2007 року в місті Нью-Йорк (США). Українську делегацію очолювала Наталя Пінчук (голова Держгеокадастру). У складі делегації були Олександр Галущенко (Держгеокадастр), Ростислав Сосса та Ніна Сивак (ДНВП «Картографія»), Андрій Нікітов, Оксана Пашенюк та Юрій Тиркус (співробітники місії при ООН)[9].
- X Конференція відбулася 31 липня — 9 серпня 2012 року в місті Нью-Йорк (США). Українську делегацію очолював Артем Кадомський (Держгеокадастр); заступник — Юрій Вітренко (повірний у справах при ООН). У складі делегації були Людмила Шемелинець і Наталя Кизилова (Держгеокадастр), Ніна Сивак (ДНВП «Картографія») та Ганна Пророк (секретар Постійного представництва)[10].
- XI Конференція відбулася 8—17 серпня 2017 року в місті Нью-Йорк (США). На останній конференції українська делегація не була представлена[11].